# Asygyna
Genre
Asygyna est un genre d'araignées aranéomorphes de la famille des Theridiidae.

## Distribution
Les espèces de ce genre sont endémiques de Madagascar.

## Liste des espèces
Selon World Spider Catalog (version 16.0, 10/04/2015) :
- Asygyna coddingtoni Agnarsson, 2006
- Asygyna huberi Agnarsson, 2006

## Publication originale
- Agnarsson, 2006 : Asymmetric female genitalia and other remarkable morphology in a new genus of cobweb spiders (Theridiidae, Araneae) from Madagascar. Biological Journal of the Linnean Society, vol. 87, p. 211-232.